# Eupithecia jefrenata
Eupithecia jefrenata là một loài bướm đêm trong họ Geometridae.